# Alicia Koplowitz
Alicia Koplowitz y Romero de Juseu (Madrid, Espanya, 12 de setembre de 1952), marquesa de Bellavista i del Real Socorro, és una empresària i financera espanyola. Quan van morir els seus pares, la seva germana i ella van heretar part de Construcciones y Contratas, S. A. (Cycsa). D'acord amb la llista de la revista Forbes, en 2009 va ser la quarta persona més rica d'Espanya i en 2011 la 601 de tot el món, amb més de 2.100 milions d'euros. En 1998 crea l'empresa Omega Capital i actualment dedica gran part del seu temps al mecenatge i labors humanitàries.